# E381 (Ecuador)
De E381 of Vía Colectora El Salto-Muisne (Verzamelweg El Salto-Muisne) is een secundaire nationale weg in Ecuador. De weg loopt van El Salto naar Muisne en is 10 kilometer lang.